# 임펄스벡터
임펄스벡터(impulse vector, 일명 강벡터 Kang vector)는 잔류진동(residual vibration)을 제거하는 입력성형기(input shaper)를 도해적으로 설계하거나 해석할 때 사용할 수 있는 수학적 도구이다. 임펄스벡터는 비감쇠시스템(undamped system)과 부족감쇠시스템(underdamped system) 모두에 대해 사용할 수 있을 뿐 아니라, 양의 임펄스(positive impulse)와 음의 임펄스(negative impulse)에 대해 동일한 방법으로 적용할 수 있다. 임펄스벡터를 사용하면 입력성형기의 임펄스시간(impulse time)과 임펄스크기(impulse magnitude)를 도해적으로 쉽게 구할 수 있다.
입력성형에 대한 벡터 개념은 양의 임펄스를 가진 비감쇠시스템에 대해 W. Singhose가 처음 제안하였다. 강철구(C.-G. Kang)는 이 Singhose의 벡터 개념을 일반화하여, 비감쇠시스템과 부족감쇠시스템, 그리고 양의 임펄스와 음의 임펄스에 적용할 수 있는 임펄스벡터를 제안하였다.

## 임펄스벡터의 정의

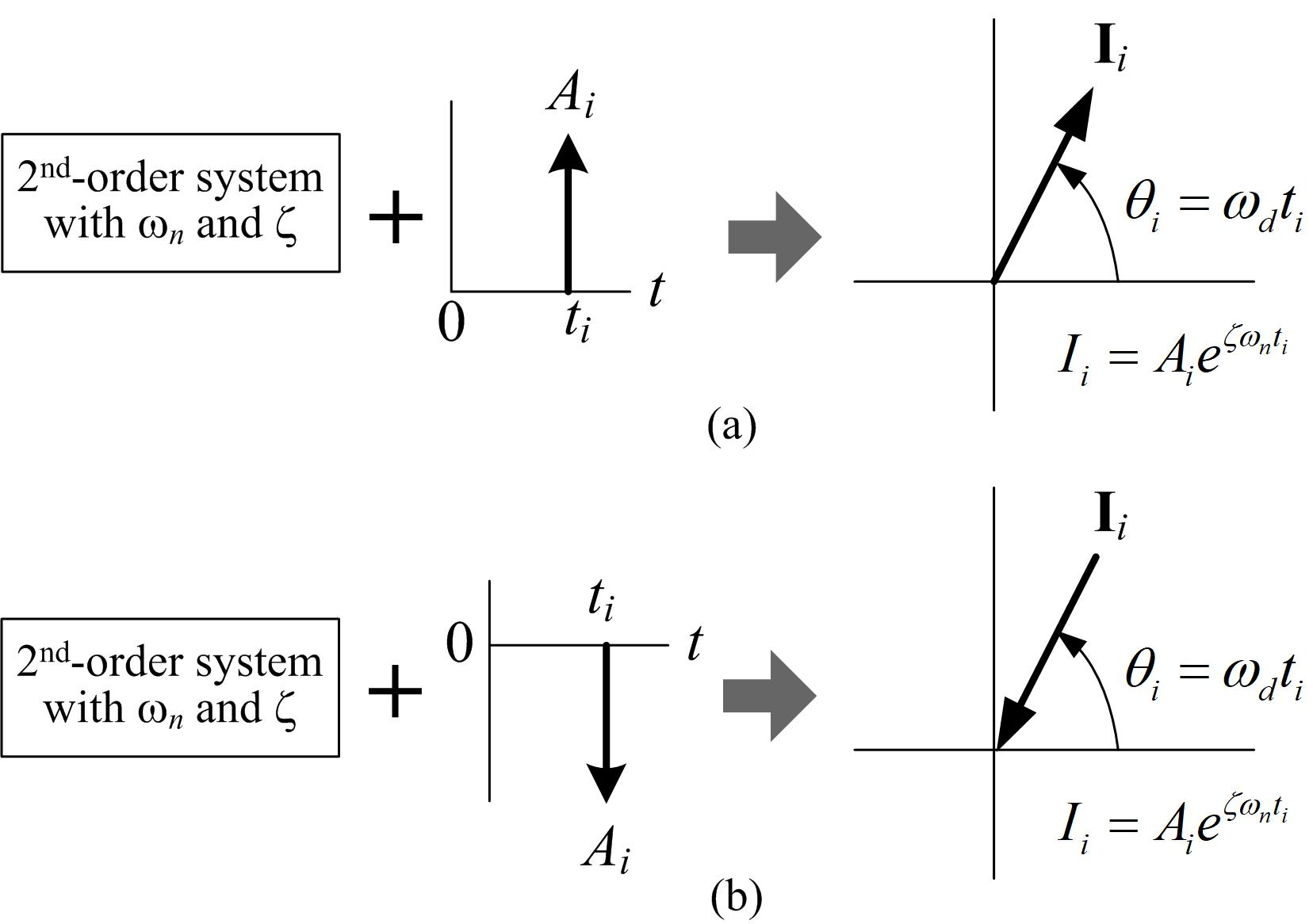
임펄스함수와 이에 상응하는 임펄스벡터 (혹은 강벡터). (a) 양의 임펄스에 대한 임펄스벡터는 시점을 원점에 두고, (b) 음의 임펄스에 대한 임펄스벡터는 종점을 원점에 둠.

비감쇠 고유진동수(undamped natural frequency)가 {\displaystyle \omega _{n}}, 감쇠비(damping ratio)가 {\displaystyle \zeta }인 이차시스템에 대해, 임펄스함수 {\displaystyle A_{i}\delta (t-t_{i}),i=1,2,\cdots ,n}에 해당하는 임펄스벡터 (혹은 강벡터) {\displaystyle {\mathbf {I}}_{i}}의 크기 {\displaystyle I_{i}}와 각도 {\displaystyle \theta _{i}}는 2차원 극좌표계에서 다음과 같이 정의된다.
{\displaystyle \qquad I_{i}=A_{i}e^{\zeta \omega _{n}t_{i}}}
{\displaystyle \qquad \theta _{i}=\omega _{d}t_{i}}
여기서 {\displaystyle A_{i}}는 임펄스함수의 크기를, {\displaystyle t_{i}}는 임펄스함수의 시간위치를 나타내고, {\displaystyle \omega _{d}}는 감쇠고유진동수(damped natural frequency) {\displaystyle \omega _{n}{\sqrt {1-\zeta ^{2}}}}을 의미한다. {\displaystyle A_{i}>0}인 양의 임펄스에 대한 임펄스벡터는 시점이 극좌표계의 원점에 위치하고, 반면에 {\displaystyle A_{i}<0}인 음의 임펄스에 대한 임펄스벡터는 종점이 극좌표계의 원점에 위치한다. □
{\displaystyle \qquad }
이 정의에서 임펄스벡터의 크기 {\displaystyle I_{i}}는 {\displaystyle A_{i}}에 시간 {\displaystyle t_{i}}동안 감쇠영향을 곱한 것으로서, 감쇠되기 전 {\displaystyle A_{i}}의 크기를 나타낸다. 각도 {\displaystyle \theta _{i}}는 임펄스시간 {\displaystyle t_{i}}에 감쇠고유진동수 {\displaystyle \omega _{d}}를 곱한 값이다. {\displaystyle \delta (t-t_{i})}는 시간 {\displaystyle t_{i}}에 작용하는 디락델타함수(Dirac delta function)를 나타낸다. 참고로, 임펄스함수는 순수한 수학적 양인데 비해, 임펄스벡터는 수학적 임펄스함수에 추가적으로 물리량인 {\displaystyle \omega _{n}}과 {\displaystyle \zeta }를 내포하고 있다. 두개 이상의 임펄스벡터를 하나의 극좌표계에 표시한 것을 임펄스벡터선도(impulse vector diagram)라고 한다. 임펄스벡터선도는 임펄스열(impulse sequence)을 도해적으로 나타낸 것이라고 볼 수 있다.

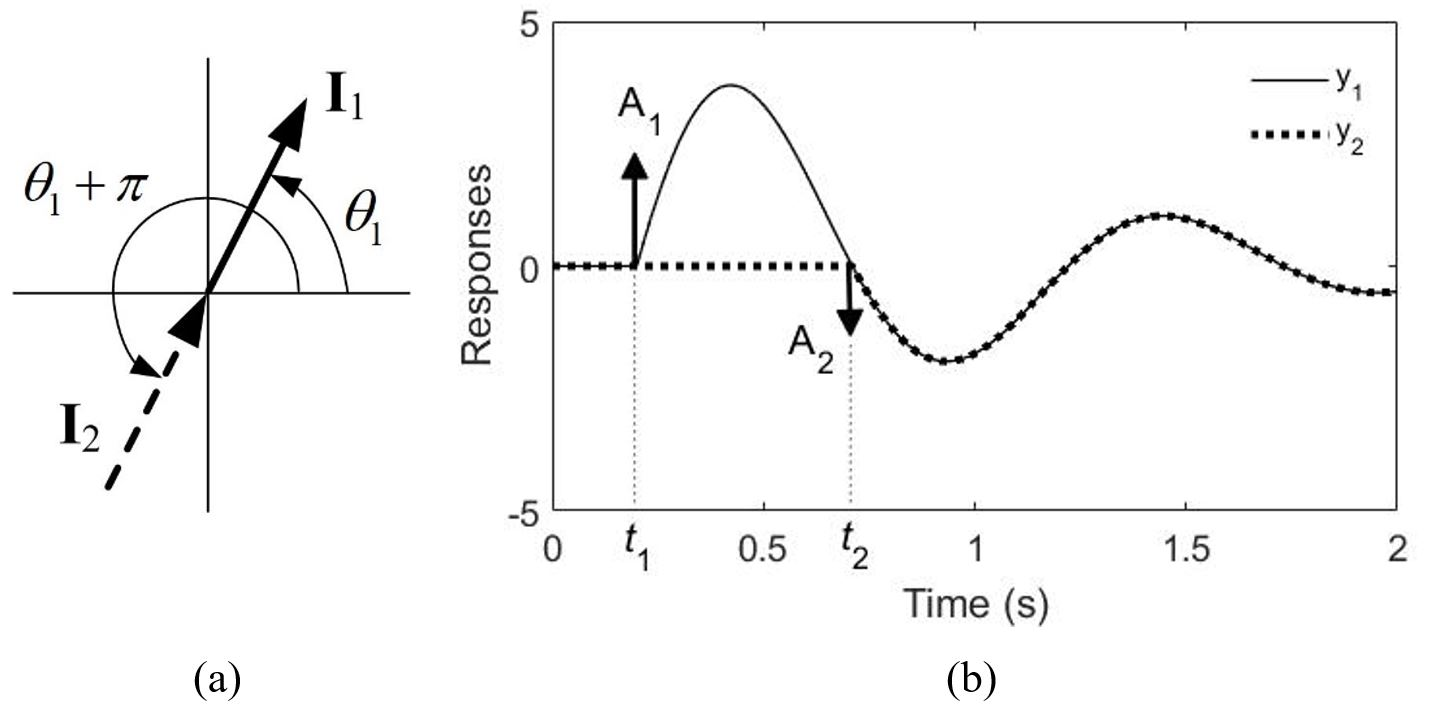
이고 인 이차시스템에 대해, s 일 때 두 임펄스벡터와 상응하는 두 임펄스응답. (a) 크기가 같고 각도가 만큼 차이나는 두 임펄스벡터 과. 원점으로부터 바깥을 향하는 과 원점을 향하는 는 덧셈과 뺄셈에서 같은 벡터로 간주됨. (b) 과 에 상응하는 두 임펄스응답 과 는 마지막 임펄스시간 이후에 정확히 일치함.

오른쪽 그림과 같은 두 임펄스벡터 {\displaystyle {\mathbf {I}}_{1}}과 {\displaystyle {\mathbf {I}}_{2}}를 고려해보자. 임펄스벡터 {\displaystyle {\mathbf {I}}_{1}}은 양의 임펄스 {\displaystyle A_{1}>0}에 해당하는 크기 {\displaystyle I_{1}(>0)}과 각도 {\displaystyle \theta _{1}}을 가지고 있고, 임펄스벡터 {\displaystyle {\mathbf {I}}_{2}}는 음의 임펄스 {\displaystyle A_{2}<0}에 해당하는 크기 {\displaystyle I_{2}=-I_{1}}과 각도 {\displaystyle \theta _{2}=\theta _{1}+\pi }를 가지고 있을 때, {\displaystyle {\mathbf {I}}_{1}}과 {\displaystyle {\mathbf {I}}_{2}}에 상응하는 두 시간응답은 마지막 임펄스시간 {\displaystyle t_{2}}이후에 정확히 일치하므로, 벡터 더하기나 빼기에서 두 임펄스벡터 {\displaystyle {\mathbf {I}}_{1}}과 {\displaystyle {\mathbf {I}}_{2}}는 동일한 벡터로 간주된다. 임펄스벡터는 교환법칙, 결합법칙, 스칼라곱에 대한 분배법칙을 만족한다.
임펄스벡터의 크기는 임펄스크기를 결정하고, 임펄스벡터의 각도는 임펄스시간을 결정한다. 임펄스벡터선도에서 1회전에 해당하는 각도 {\displaystyle 2\pi }는 상응하는 임펄스응답의 1주기(감쇠주기)에 해당한다.
비감쇠시스템({\displaystyle \zeta =0})이면 임펄스벡터의 크기와 각도는 {\displaystyle I_{i}=A_{i}}와 {\displaystyle \theta _{i}=\omega _{n}t_{i}}로 표현된다.

## 임펄스벡터의 성질

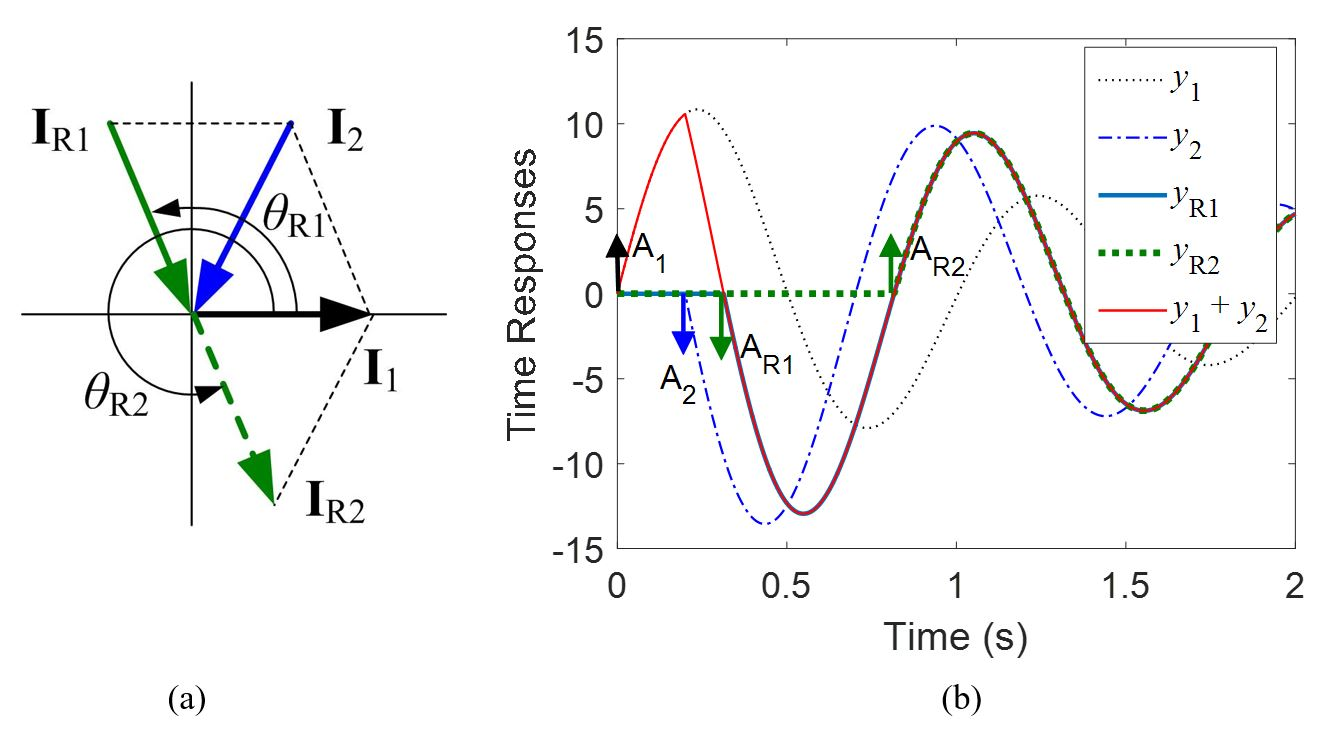
(a) 두 임펄스벡터의 합벡터에 대한 두가지 표현 과, (b) 각각에 상응하는 임펄스응답 과.

### 성질 1. 두 임펄스벡터의 합벡터
두 임펄스벡터의 합벡터에 상응하는 이차시스템의 임펄스응답(impulse response)은 비감쇠시스템이든 부족감쇠시스템이든 관계없이, 두 임펄스벡터에 상응하는 두 임펄스입력을 가진 이차시스템의 응답과 최종 임펄스시간 이후에 동일하다. □

### 성질 2. 임펄스벡터의 합이 0인 경우
임펄스벡터들의 합벡터가 0이면, 상응하는 임펄스열을 입력으로 가진 이차시스템의 시간응답은, 비감쇠시스템이든 부족감쇠시스템이든 관계없이, 마지막 임펄스시간 이후에 0이다. □
{\displaystyle \qquad }

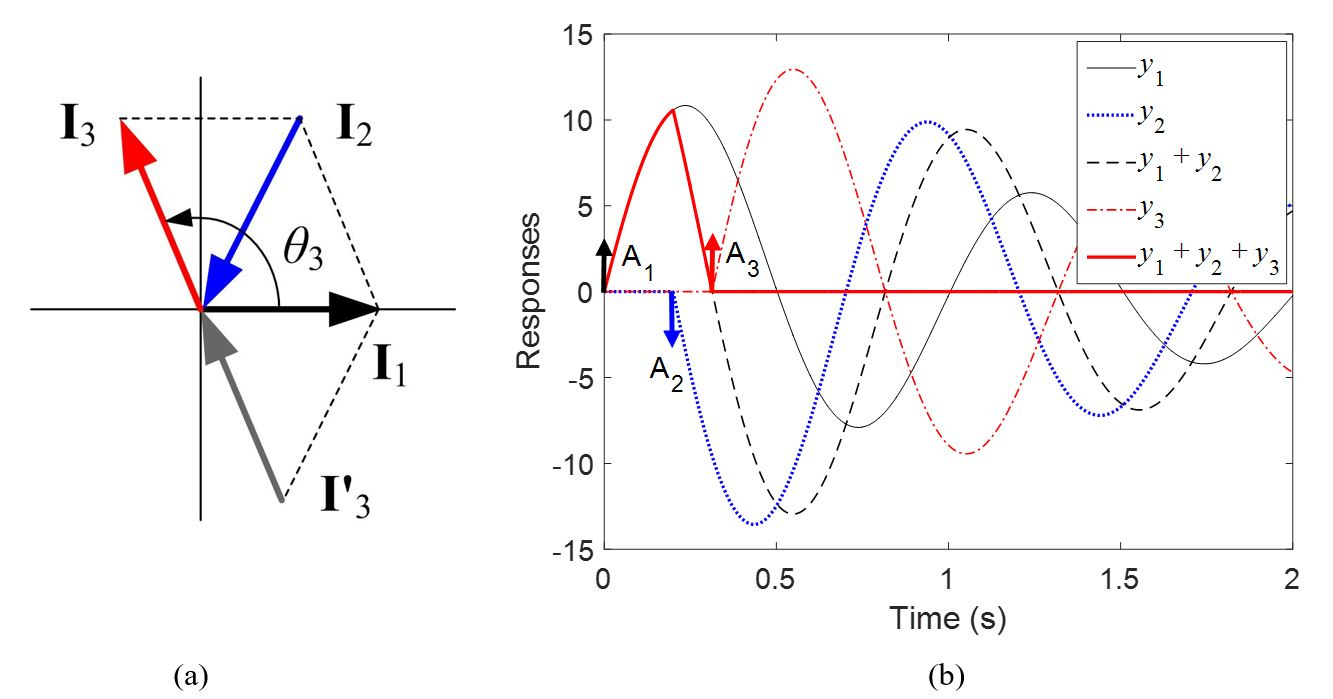
(a) 임펄스벡터 을 추가하여 합벡터를 0으로 만듬. (b) 이에 상응하는 임펄스열 에 대한 이차시스템의 시간응답은 마지막 임펄스시간 이후에 잔류진동을 제거함.

전달함수(transfer function)가 {\displaystyle 4\pi ^{2}/(s^{2}+0.4s+4\pi ^{2})}인 부족감쇠 이차시스템을 생각해보자. 이 시스템의 고유진동수는 {\displaystyle \omega _{n}=2\pi } rad/s이고 감쇠비는 {\displaystyle \zeta =0.1}이다. 그림과 같은 두 임펄스벡터 {\displaystyle {\mathbf {I}}_{1}}과 {\displaystyle {\mathbf {I}}_{2}}에 대해 합벡터는 {\displaystyle {\mathbf {I}}_{R1}}과 {\displaystyle {\mathbf {I}}_{R2}}의 두가지로 표현될 수 있다. 합벡터 {\displaystyle {\mathbf {I}}_{R1}}은 크기가 {\displaystyle A_{R1}=I_{R1}/e^{\zeta \omega _{n}t_{R1}}}이고 시간이 {\displaystyle t_{R1}=\theta _{R1}/\omega _{d}}인 음의 임펄스에 해당하는 임펄스벡터이고, {\displaystyle {\mathbf {I}}_{R2}}는 크기가 {\displaystyle A_{R2}=I_{R2}/e^{\zeta \omega _{n}t_{R2}}}이고 시간이 {\displaystyle t_{R2}=\theta _{R2}/\omega _{d}}인 양의 임펄스에 해당하는 임펄스벡터이다.
합벡터 {\displaystyle {\mathbf {I}}_{R1}}과 {\displaystyle {\mathbf {I}}_{R2}}는 다음과 구해질 수 있다.
{\displaystyle \qquad R_{x}=I_{1}+I_{2}cos\theta _{2},\qquad R_{y}=I_{2}sin\theta _{2}}
{\displaystyle \qquad I_{R1}=-{\sqrt {R_{x}^{2}+R_{y}^{2}}},\qquad \theta _{R1}=\pi +\tan ^{-1}(R_{y}/R_{x})}
{\displaystyle \qquad I_{R2}={\sqrt {R_{x}^{2}+R_{y}^{2}}},\qquad \ \ \theta _{R2}=\tan ^{-1}(R_{y}/R_{x})}
참고로 {\displaystyle -\pi /2<\tan ^{-1}(a)<\pi /2}이다. {\displaystyle {\mathbf {I}}_{R1}}과 {\displaystyle {\mathbf {I}}_{R2}}에 상응하는 임펄스응답  {\displaystyle y_{R1}}과 {\displaystyle y_{R2}}는, 오른쪽 그림 (b)의 녹색선에서 보듯이, 각각의 임펄스시간 이후에 {\displaystyle y_{1}+y_{2}}와 정확히 일치한다.

이제 합벡터를 0으로 만들기 위해 {\displaystyle \mathbf {I} _{1}+\mathbf {I} _{2}}에 세번째 임펄스벡터 {\displaystyle {\mathbf {I}}_{3}}을 그림과 같이 추가해보자. 임펄스벡터 {\displaystyle {\mathbf {I}}_{3}}은 다음과 같이 구해질 수 있다.
{\displaystyle \qquad I_{3}={\sqrt {R_{x}^{2}+R_{y}^{2}}},\qquad \theta _{3}=\pi +\tan ^{-1}(R_{y}/R_{x})}
임펄스벡터 {\displaystyle {\mathbf {I}}_{1},{\mathbf {I}}_{2},{\mathbf {I}}_{3}}에 상응하는 임펄스열을 이차시스템에 입력으로 가하면, 오른쪽 시간응답 (b)의 빨간선에서 보듯이, 마지막 임펄스시간 {\displaystyle t_{3}} 이후에 잔류진동이 사라진다. 물론 합벡터를 0으로 만드는 임펄스벡터 {\displaystyle \mathbf {I} _{3}^{'}}도 존재할 수 있다. {\displaystyle \mathbf {I} _{3}^{'}}은 {\displaystyle {\mathbf {I}}_{3}}과 크기는 같으나 각도가 {\displaystyle \pi } 만큼 더 커서, 상응하는 시간응답은 반주기 더 지나서 잔류진동을 제거한다.

## 적용: 임펄스벡터를 이용한 입력성형기 설계

### ZVDn성형기
임펄스벡터를 사용하면, 잘 알려진 기존의 ZV 성형기(zero vibration shaper), ZVD 성형기(zero vibration and derivative shaper), ZVDn 성형기 등을 쉽게 재설계할 수 있다.

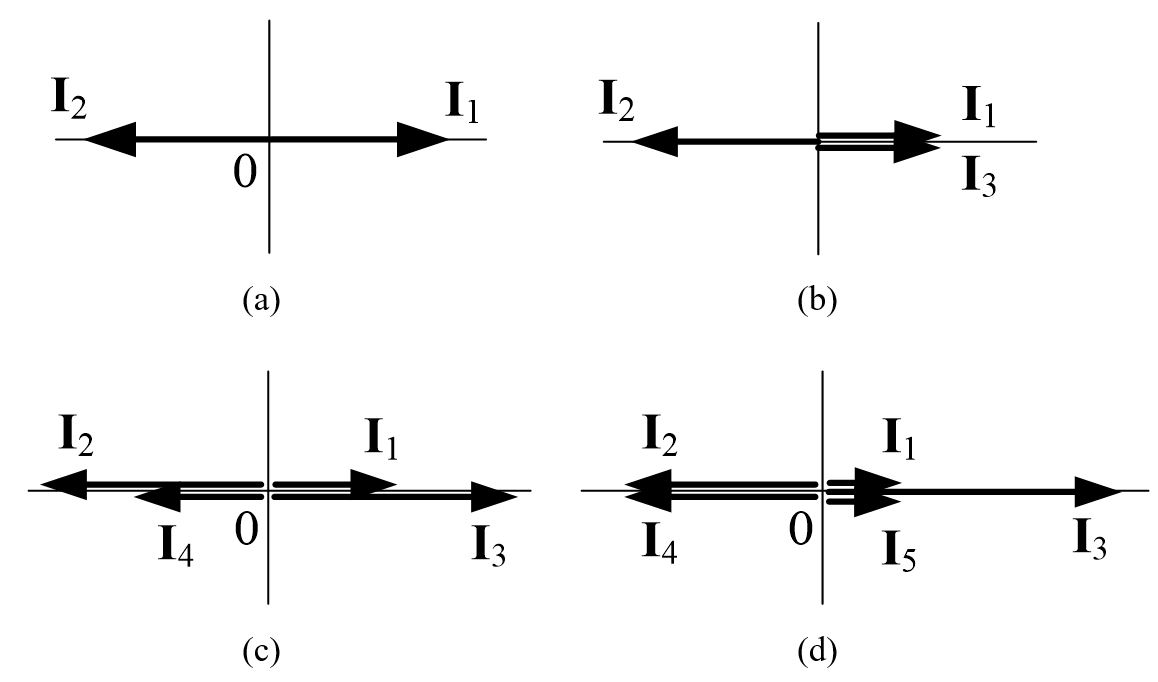
임펄스벡터선도. (a) ZV 성형기, (b) ZVD 성형기, (c) ZVD^{2} 성형기, (d) ZVD^{3} 성형기.

ZV 성형기는 두개의 임펄스벡터로 구성된다. 임펄스벡터선도에서 첫번째 임펄스벡터는 0°에, 두번째 임펄스벡터는, 합벡터 {\displaystyle {\mathbf {I}}_{1}+{\mathbf {I}}_{2}={\mathbf {0}}}이 되도록, 180°에 위치시킨다. 그러면 다음 식이 성립한다.
{\displaystyle \qquad \theta _{1}=0,\ \ \theta _{2}=\pi \qquad \therefore t_{1}=0,\ \ t_{2}=\pi /\omega _{d}}
{\displaystyle \qquad I_{1}=I_{2}=I}
그리고  정규화조건 {\displaystyle A_{1}+A_{2}=1}이 만족되어야 하므로 다음과 같이 쓸 수 있다.
{\displaystyle \qquad I_{1}+I_{2}/e^{\zeta \omega _{n}t_{2}}=I+I/K=1\qquad \therefore I={\frac {K}{K+1}},\ \ K=e^{\zeta \pi /{\sqrt {1-\zeta ^{2}}}}}
따라서 ZV 성형기 {\displaystyle A_{1}\delta (t)+A_{2}\delta (t-t_{2})}는 다음과 같이 주어진다.
{\displaystyle \qquad {\begin{bmatrix}t_{i}\\A_{i}\end{bmatrix}}={\begin{bmatrix}0&\pi /\omega _{d}\\K/(K+1)&1/(K+1)\end{bmatrix}}}

ZVD 성형기는 세개의 임펄스벡터로 구성된다. 임펄스벡터선도에서 벡터합이 {\displaystyle {\mathbf {I}}_{1}+{\mathbf {I}}_{2}+{\mathbf {I}}_{3}={\mathbf {0}}}이 되도록 첫번째 임펄스벡터는 0 rad에, 두번째 임펄스벡터는 {\displaystyle \pi } rad에, 세번째 임펄스벡터는 {\displaystyle 2\pi } rad에 두되, 크기비를 {\displaystyle I_{1}:I_{2}:I_{3}=1:2:1}로 둔다. 그러면 다음과 같이 쓸 수 있다.
{\displaystyle \qquad \theta _{1}=0,\ \ \theta _{2}=\pi ,\ \ \theta _{3}=2\pi \qquad \therefore t_{1}=0,\ \ t_{2}=\pi /\omega _{d},\ \ t_{3}=2\pi /\omega _{d}}
{\displaystyle \qquad I_{1}=I_{3}=I,\ \ I_{2}=2I}
그리고 {\displaystyle A_{1}+A_{2}+A_{3}=1}이어야 하므로, 다음과 같이 쓸 수 있다.
{\displaystyle \qquad I_{1}+{\frac {I_{2}}{e^{\zeta \omega _{n}t_{2}}}}+{\frac {I_{3}}{e^{\zeta \omega _{n}t_{3}}}}=I+{\frac {2I}{K}}+{\frac {I}{K^{2}}}=1\qquad \therefore I={\frac {K^{2}}{(K+1)^{2}}},\ \ K=e^{\zeta \pi /{\sqrt {1-\zeta ^{2}}}}}
따라서 ZVD 성형기 {\displaystyle A_{1}\delta (t)+A_{2}\delta (t-t_{2})+A_{3}\delta (t-t_{3})}는 다음과 같이 주어진다.
{\displaystyle \qquad {\begin{bmatrix}t_{i}\\A_{i}\end{bmatrix}}={\begin{bmatrix}0,&\pi /\omega _{d},&2\pi /\omega _{d}\\K^{2}/(K+1)^{2},&2K/(K+1)^{2},&1/(K+1)^{2}\end{bmatrix}}}

ZVD2 성형기는 4개의 임펄스벡터로 구성된다. 벡터합이 {\displaystyle {\mathbf {I}}_{1}+{\mathbf {I}}_{2}+{\mathbf {I}}_{3}+{\mathbf {I}}_{4}={\mathbf {0}}}이 되도록, {\displaystyle {\mathbf {I}}_{1}}은 0 rad에, {\displaystyle {\mathbf {I}}_{2}}는 {\displaystyle \pi } rad에, {\displaystyle {\mathbf {I}}_{3}}은 {\displaystyle 2\pi } rad에, {\displaystyle {\mathbf {I}}_{4}}는 {\displaystyle 3\pi } rad에 두되, 크기비를 {\displaystyle I_{1}:I_{2}:I_{3}:I_{4}=1:3:3:1}로 둔다. 그러면 다음과 같이 쓸 수 있다.
{\displaystyle \qquad \theta _{1}=0,\ \ \theta _{2}=\pi ,\ \ \theta _{3}=2\pi ,\ \ \theta _{4}=3\pi \qquad \therefore t_{1}=0,\ \ t_{2}=\pi /\omega _{d},\ \ t_{3}=2\pi /\omega _{d},\ \ t_{4}=3\pi /\omega _{d}}
{\displaystyle \qquad I_{1}=I_{4}=I,\ \ I_{2}=I_{3}=3I}
그리고 {\displaystyle A_{1}+A_{2}+A_{3}+A_{4}=1}이어야 하므로, 다음과 같이 쓸 수 있다.
{\displaystyle \qquad I_{1}+{\frac {I_{2}}{e^{\zeta \omega _{n}t_{2}}}}+{\frac {I_{3}}{e^{\zeta \omega _{n}t_{3}}}}+{\frac {I_{4}}{e^{\zeta \omega _{n}t_{4}}}}=I+{\frac {3I}{K}}+{\frac {3I}{K^{2}}}+{\frac {I}{K^{3}}}=1\qquad \therefore I={\frac {K^{3}}{(K+1)^{3}}},\ \ K=e^{\zeta \pi /{\sqrt {1-\zeta ^{2}}}}}
따라서 ZVD2 성형기 {\displaystyle A_{1}\delta (t)+A_{2}\delta (t-t_{2})+A_{3}\delta (t-t_{3})+A_{4}\delta (t-t_{4})}는 다음과 같이 주어진다.
{\displaystyle \qquad {\begin{bmatrix}t_{i}\\A_{i}\end{bmatrix}}={\begin{bmatrix}0,&\pi /\omega _{d},&2\pi /\omega _{d},&3\pi /\omega _{d}\\K^{3}/(K+1)^{3},&3K^{2}/(K+1)^{3},&3K/(K+1)^{3},&1/(K+1)^{3}\end{bmatrix}}}
같은 방법으로, ZVD3 성형기는 5개의 임펄스벡터로 구성되는데, 이 임펄스벡터를 0, {\displaystyle \pi }, {\displaystyle 2\pi }, {\displaystyle 3\pi }, {\displaystyle 4\pi } rad에 배치하고, 크기비를 {\displaystyle I_{1}:I_{2}:I_{3}:I_{4}:I_{5}=1:4:6:4:1}로 둠으로써 구할 수 있다.
일반적으로, ZVDn 성형기는 {\displaystyle (n+2)}개의 임펄스벡터로 구성되는데,  {\displaystyle i}번째 임펄스벡터를 {\displaystyle (i-1)\pi } rad에 배치하고, 크기비를 {\displaystyle I_{1}:I_{2}:I_{3}:\cdots :I_{n+2}={}_{n+1}\!C_{0}:{}_{n+1}\!C_{1}:{}_{n+1}\!C_{2}:\cdots :{}_{n+1}\!C_{n+1}}로 둠으로써 구할 수 있다. 여기서 {\displaystyle {}_{m}\!C_{k}}는 수학의 조합을 의미한다.

### ETM 성형기
이제 임펄스벡터의 크기는 같고 임펄스벡터의 각도는 {\displaystyle 2\pi } rad을 등간격으로 나눈 ETM 성형기(Equal shaping-Time and Magnitudes shaper)를 생각해보자. ETMn 성형기는 다음 조건을 만족한다.

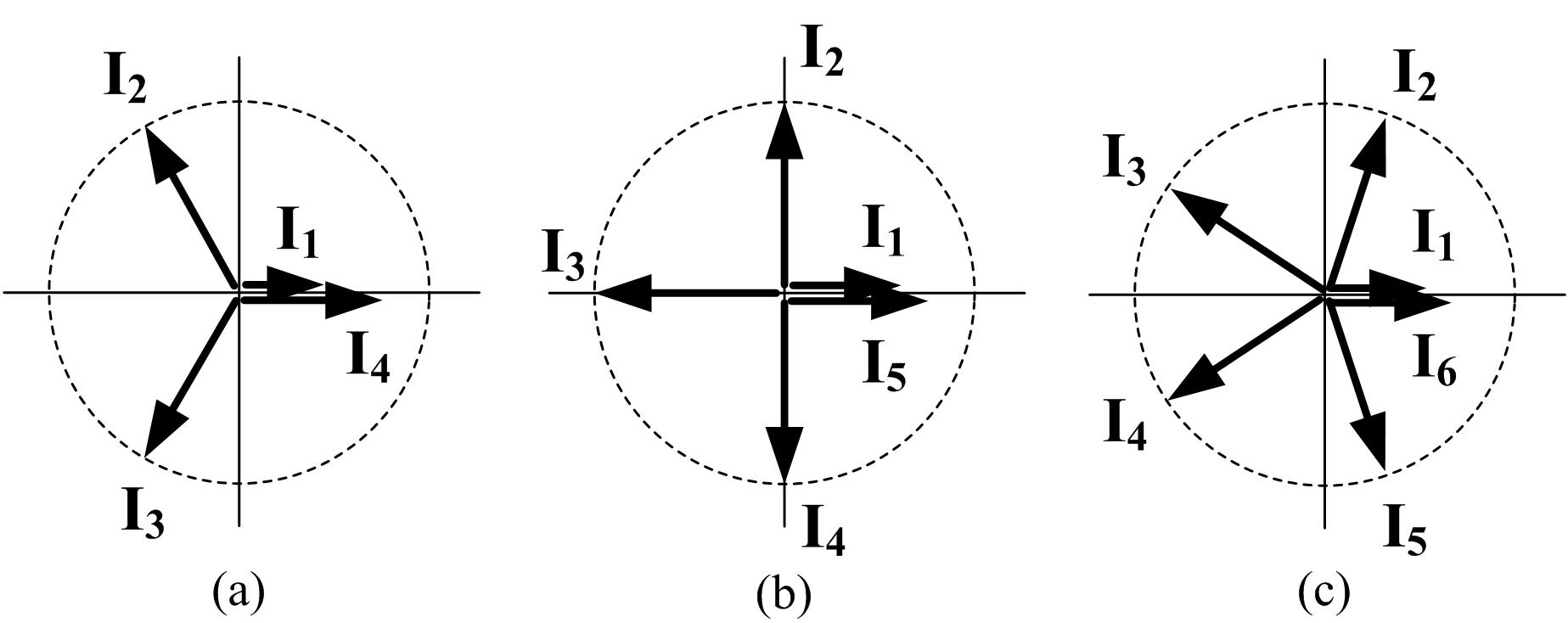
임펄스벡터선도. (a) ETM4 성형기, (b) ETM5 성형기, (c) ETM6 성형기.

{\displaystyle \qquad \theta _{1}=0,\ \ \theta _{2}={\frac {2\pi }{n-1}},\ \ \cdots ,\ \ \theta _{n-1}={\frac {(n-2)2\pi }{n-1}},\ \ \theta _{n}=2\pi }
{\displaystyle \qquad I_{2}=I_{3}=\cdots =I_{n-1}=I_{1}+I_{n},\ \ I_{n}=mI_{1}\ \ (m>0)}
{\displaystyle \qquad \sum _{i=1}^{n}A_{i}=1}
그러면 {\displaystyle n\geq 2}에 대해 ETMn 성형기의 임펄스벡터합은 항상 0이다. ETMn 성형기의 한 장점은, ZVDn 성형기나 EI 성형기(extra insensitive shaper)와 달리,  {\displaystyle n}이 아무리 늘어나더라도 성형시간(shaping time)은 항상 한 주기(감쇠주기)라는 것이다.
4개의 임펄스벡터로 구성된 ETM4 성형기는 위 조건과 임펄스벡터의 정의로부터 다음과 같이 구해진다.
{\displaystyle \qquad {\begin{bmatrix}t_{i}\\A_{i}\end{bmatrix}}={\begin{bmatrix}0,&(2\pi /3)/\omega _{d},&(4\pi /3)/\omega _{d},&2\pi /\omega _{d}\\I/(1+m),&I/K^{2/3},&I/K^{4/3},&mI/{\{(1+m)K^{2}\}}\end{bmatrix}}}
{\displaystyle \qquad \qquad I={\frac {(1+m)K^{2}}{K^{2}+(1+m)(K^{4/3}+K^{2/3})+m}},\ \ K=e^{\zeta \pi /{\sqrt {1-\zeta ^{2}}}}}

5개의 임펄스벡터로 구성된 ETM5 성형기는 위 조건과 임펄스벡터의 정의로부터 다음과 같이 얻어진다.
{\displaystyle \qquad {\begin{bmatrix}t_{i}\\A_{i}\end{bmatrix}}={\begin{bmatrix}0,&0.5\pi /\omega _{d},&\pi /\omega _{d},&1.5\pi /\omega _{d},&2\pi /\omega _{d}\\I/(1+m),&I/K^{1/2},&I/K,&I/K^{3/2},&mI/{\{(1+m)K^{2}\}}\end{bmatrix}}}
{\displaystyle \qquad \qquad I={\frac {(1+m)K^{2}}{K^{2}+(1+m)(K^{3/2}+K+K^{1/2})+m}},\ \ K=e^{\zeta \pi /{\sqrt {1-\zeta ^{2}}}}}

같은 방법으로, {\displaystyle n\geq 6}에 대한 ETMn 성형기를 쉽게 구할 수 있다. 일반적으로 ETM 성형기는 양의 큰 모델링오차에 대해 ZVDn 성형기보다 더 큰 견실성(robustness)을 갖는 이점이 있다.
참고로, ZVD 성형기는 {\displaystyle m=1}인 ETM3 성형기이다.

### NMe 성형기

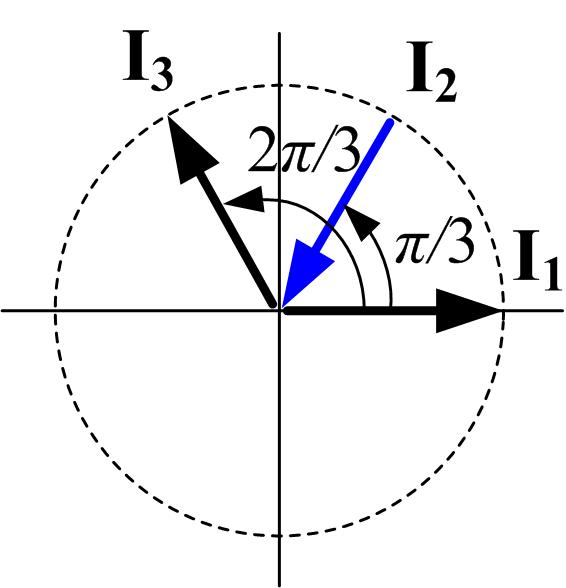
음의 임펄스를 가진 NMe 성형기의 임펄스벡터선도.

임펄스벡터는 음의 임펄스를 가진 입력성형기를 설계할 때도 사용될 수 있다. 세 임펄스벡터의 크기가 {\displaystyle I_{1}=I\ (>0),\ I_{2}=-I,\ I_{3}=I}이고 각도가 {\displaystyle \theta _{1}=0,\ \theta _{2}=\pi /3,\ \theta _{3}=2\pi /3}인 NMe 성형기(Negative equal-Magnitude shaper)를 생각해보자. 이 세 임펄스벡터의 합은 0이므로 잔류진동은 제거된다. NMe 성형기의 임펄스시간은 {\displaystyle t_{2}=(\pi /3)/\omega _{d},\ t_{3}=(2\pi /3)/\omega _{d}}로 주어지고, 임펄스크기 {\displaystyle A_{i}}는 다음 연립방정식으로부터 얻어진다.
{\displaystyle \qquad A_{1}=I,A_{2}=-I/e^{\zeta \omega _{n}t_{2}},\ \ A_{3}=I/e^{\zeta \omega _{n}t_{3}}}
{\displaystyle \qquad A_{1}+A_{2}+A_{3}=1}
얻어진 NMe 성형기 {\displaystyle A_{1}\delta (t)+A_{2}\delta (t-t_{2})+A_{3}\delta (t-t_{3})}은 다음과 같다.
{\displaystyle \qquad {\begin{bmatrix}t_{i}\\A_{i}\end{bmatrix}}={\begin{bmatrix}0,&(\pi /3)/\omega _{d},&(2\pi /3)/\omega _{d}\\I,&-I/K^{1/3},&I/K^{2/3}\end{bmatrix}}}
{\displaystyle \qquad \qquad I=K/(K-K^{2/3}+K^{1/3}),\ \ \ K=e^{\zeta \pi /{\sqrt {1-\zeta ^{2}}}}}
NMe 성형기는 ZVD 성형기보다 더 짧은 성형시간을 갖는 장점이 있지만, 모델링오차에 대해 더 나쁜 견실성을 갖는 단점이 있다. 참고로, 비감쇠시스템({\displaystyle \zeta =0})이면 NMe 성형기는 기존에 알려진 UM성형기(unity-magnitude shaper)가 된다.

아래 그림 (a)는 전형적인 입력성형 제어시스템의 블록선도를 보여주고 있고, 그림 (b)는 여러 가지 입력성형기의 잔류진동 제거성능을 나타내는 계단응답을 보여주고 있다.

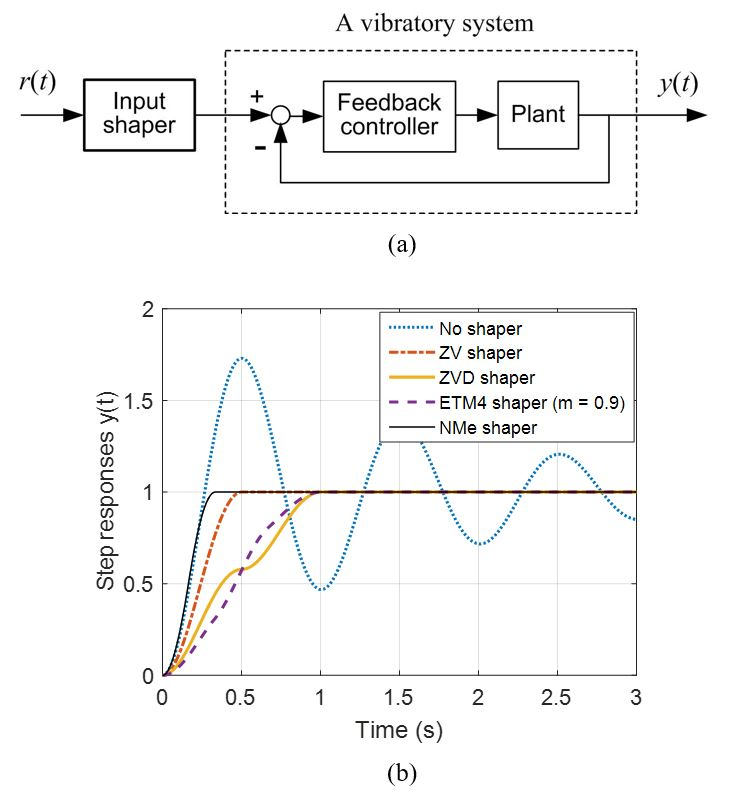
(a) 전형적인 입력성형 제어시스템의 블록선도, (b) 모델링오차가 없을 때, 입력성형기를 가진 이차시스템 의 계단응답.

입력성형기에서 {\displaystyle \omega _{n}}과 {\displaystyle \zeta }의 모델링오차에 대한 견실성은 민감도곡선(sensitivity curve)으로 표현된다. 위 여러 가지 입력성형기에 대한 민감도곡선은 참고 문헌을 참고하기 바란다.

## 참고 문헌
1. 1 2 3 4 5 6 7  Kang, Chul-Goo (August 2019). “Impulse vectors for input shaping control: A mathematical tool to design and analyze input shapers” (PDF). 《IEEE Control Systems Magazine》 39 (4): 40–55. doi:10.1109/MCS.2019.2913610. S2CID 198145461.[깨진 링크(과거 내용 찾기)]
2. ↑  Singhose, W.; Seering, W.; Singer, N. (1994). “Residual vibration reduction using vector diagrams to generate shaped inputs”. 《Journal of Mechanical Design》 116 (2): 654–659. doi:10.1115/1.2919428.
3. ↑  Singhose, W. (2009). “Command shaping for flexible systems: A review of the first 50 years”. 《International Journal of Precision Engineering and Manufacturing》 10 (4): 153–168. doi:10.1007/s12541-009-0084-2. S2CID 111341954.
4. ↑  Singhose, W.; Derezinski, S.; Singer, N. (1996). “Extra-insensitive input shapers for controlling flexible spacecraft”. 《Journal of Guidance, Control and Dynamics》 19 (2): 385–391. Bibcode:1996JGCD...19..385S. doi:10.2514/3.21630.
5. ↑  Singhose, W. E.; Seering, W. P.; Singer, N. C. (1997). “Time-optimal negative input shapers”. 《Journal of Dynamic Systems, Measurement, and Control》 119 (2): 198–205. doi:10.1115/1.2801233.